# Zapasy na Letnich Igrzyskach Olimpijskich 1996 – kategoria do 57 kg w stylu wolnym
Zmagania mężczyzn do 57 kg to jedna z dziesięciu męskich konkurencji w zapasach w stylu wolnym rozgrywanych podczas Letnich Igrzysk Olimpijskich 1996. Pojedynki w tej kategorii wagowej odbyły się w dniach 30 – 31 lipca.

## Klasyfikacja[1]
| Pozycja | Nazwisko                | Kraj               |
| ------- | ----------------------- | ------------------ |
| 1       | Kendall Cross           | Stany Zjednoczone  |
| 2       | Gia Sissaouri           | Kanada             |
| 3       | Ri Yong-sam             | Korea Północna     |
| 4       | Harun Doğan             | Turcja             |
| 5       | Szaban Trstena          | Macedonia Północna |
| 6       | Mohammad Talaji         | Iran               |
| 7       | Alaksandr Huzau         | Białoruś           |
| 8       | Damir Zachartdinow      | Uzbekistan         |
| 9       | Sanshirō Abe            | Japonia            |
| 10      | Arif Abdullayev         | Azerbejdżan        |
| 11      | Bagawdin Umachanow      | Rosja              |
| 12      | Serafim Byrzakow        | Bułgaria           |
| 13      | Artur Fiodorow          | Kazachstan         |
| 14      | Nazim Əlicanov          | Mołdawia           |
| 15      | Alejandro Puerto        | Kuba               |
| 16      | Michele Liuzzi          | Włochy             |
| 17      | Cerenbaataryn Cogtbajar | Mongolia           |
| 18      | Asłanbek Fidarow        | Ukraina            |
| 19      | Cory O’Brien            | Australia          |
| .       | Bogdan Ciufulescu       | Rumunia            |
| 21      | Talata Embalo           | Gwinea Bissau      |

## Zasady[2]
- TO — Łopatki
- PP — Na punkty (Pokonany zdobył punkty)
- PO — Na punkty (Pokonany bez punktów)
- ST — Przewaga (10 punktów różnicy, pokonany bez punktów)
- SP — Przewaga (10 punktów różnicy, pokonany zdobył punkty)

## Wyniki

### Runda 1
|                         | Wynik |                  | Punkty |
| 1/16                    | 1/16  | 1/16             | 1/16   |
| ----------------------- | ----- | ---------------- | ------ |
| Mohammad Talaji         | 4–1   | Arif Abdullayev  | 3–1 PP |
| Damir Zachartdinow      | 5–3   | Asłanbek Fidarow | 3–1 PP |
| Nazim Əlicanov          | 8–10  | Artur Fiodorow   | 1–3 PP |
| Cerenbaataryn Cogtbajar | 3–8   | Gia Sissaouri    | 1–3 PP |
| Bagawdin Umachanow      | 4–0   | Michele Liuzzi   | 3–0 PO |
| Bogdan Ciufulescu       | 0–10  | Sanshirō Abe     | 0–4 ST |
| Kendall Cross           | 10–0  | Talata Embalo    | 4–0 ST |
| Ri Yong-sam             | 3–0   | Harun Doğan      | 3–0 PO |
| Cory O’Brien            | 0–10  | Serafim Byrzakow | 0–4 ST |
| Alejandro Puerto        | 3–4   | Szaban Trstena   | 1–3 PP |
| Alaksandr Huzau         |       | Bez walki        |        |

### Runda 2
|                    | Wynik |                         | Punkty |
| 1/8                | 1/8   | 1/8                     | 1/8    |
| ------------------ | ----- | ----------------------- | ------ |
| Alaksandr Huzau    | 5–3   | Mohammad Talaji         | 3–1 PP |
| Damir Zachartdinow | 3–1   | Artur Fiodorow          | 3–1 PP |
| Gia Sissaouri      | 1–1   | Bagawdin Umachanow      | 3–1 PP |
| Sanshirō Abe       | 2–4   | Kendall Cross           | 1–3 PP |
| Ri Yong-sam        | 5–1   | Serafim Byrzakow        | 3–1 PP |
| Szaban Trstena     |       | Bez walki               |        |
| Repasaże           |       |                         |        |
| Arif Abdullayev    | 11–0  | Asłanbek Fidarow        | 4–0 ST |
| Nazim Əlicanov     | 7–6   | Cerenbaataryn Cogtbajar | 3–1 PP |
| Michele Liuzzi     | 5–1   | Bogdan Ciufulescu       | 3–1 PP |
| Talata Embalo      | 0–3   | Harun Doğan             | 0–4 TO |
| Cory O’Brien       | 1–9   | Alejandro Puerto        | 1–3 PP |

### Runda 3
|                    | Wynik |                    | Punkty |
| 1/4                | 1/4   | 1/4                | 1/4    |
| ------------------ | ----- | ------------------ | ------ |
| Szaban Trstena     | 7–3   | Alaksandr Huzau    | 3–1 PP |
| Damir Zachartdinow | 0–8   | Gia Sissaouri      | 0–3 PO |
| Kendall Cross      |       | Bez walki          |        |
| Ri Yong-sam        |       | Bez walki          |        |
| Repasaże           |       |                    |        |
| Arif Abdullayev    | 4–3   | Nazim Əlicanov     | 3–1 PP |
| Michele Liuzzi     | 0–4   | Harun Doğan        | 0–3 PO |
| Alejandro Puerto   | 0–5   | Mohammad Talaji    | 0–3 PO |
| Artur Fiodorow     | 2–5   | Bagawdin Umachanow | 1–3 PP |
| Sanshirō Abe       | 5–3   | Serafim Byrzakow   | 3–1 PP |

### Runda 4
|                    | Wynik    |                    | Punkty   |
| Półfinał           | Półfinał | Półfinał           | Półfinał |
| ------------------ | -------- | ------------------ | -------- |
| Szaban Trstena     | 1–4      | Gia Sissaouri      | 1–3 PP   |
| Kendall Cross      | 12–2     | Ri Yong-sam        | 4–1 SP   |
| Repasaże           |          |                    |          |
| Arif Abdullayev    | 1–3      | Harun Doğan        | 1–3 PP   |
| Mohammad Talaji    | 1–0      | Bagawdin Umachanow | 3–0 PO   |
| Sanshirō Abe       | 5–6      | Alaksandr Huzau    | 1–3 PP   |
| Damir Zachartdinow |          | Bez walki          |          |

### Runda 5
|                    | Wynik    |                 | Punkty   |
| Repasaże           | Repasaże | Repasaże        | Repasaże |
| ------------------ | -------- | --------------- | -------- |
| Damir Zachartdinow | 2–4      | Mohammad Talaji | 1–3 PP   |
| Harun Doğan        | 3–0      | Alaksandr Huzau | 3–0 PO   |

### Runda 6
|                 | Wynik    |             | Punkty   |
| Repasaże        | Repasaże | Repasaże    | Repasaże |
| --------------- | -------- | ----------- | -------- |
| Szaban Trstena  | 2–3      | Harun Doğan | 1–3 PP   |
| Mohammad Talaji | 0–4      | Ri Yong-sam | 0–4 TO   |

### Finały[12]
|                    | Wynik            |                  | Punkty           |
| O siódme miejsce   | O siódme miejsce | O siódme miejsce | O siódme miejsce |
| ------------------ | ---------------- | ---------------- | ---------------- |
| Damir Zachartdinow | 2–3              | Alaksandr Huzau  | 1–3 PP           |
| O piąte miejsce    |                  |                  |                  |
| Szaban Trstena     | 4–3              | Mohammad Talaji  | 3–1 PP           |
| O brązowy medal    |                  |                  |                  |
| Harun Doğan        | 0–3              | Ri Yong-sam      | 0–3 PO           |
| Finał              |                  |                  |                  |
| Gia Sissaouri      | 3–5              | Kendall Cross    | 1–3 PP           |